# コマンダンテ
『コマンダンテ』（Comandante）は、社会派映画監督として著名なオリバー・ストーン自身がインタビュアーとなってキューバの指導者フィデル・カストロに取材した記録映画（ドキュメンタリー映画）である。在米キューバ人の強い圧力によってアメリカ国内では公開されていない。翌年に続編として公開された作品に『Looking for Fidel』がある。

## 概要
「コマンダンテ」はスペイン語で司令官を意味する称号だが、キューバにおいては、チェ・ゲバラを筆頭にキューバ革命で各部隊の司令官を務めた人物を指す。現存する人物に対してこの言葉が単独で用いられる場合、キューバでは一般にフィデル・カストロを指す。すなわち「コマンダンテ」はいわばフィデルの愛称となっている。
ストーン監督は『プラトーン』や『JFK』、『ナチュラル・ボーン・キラーズ』など政治問題や社会問題を作品に持ち込むことで知られている。ストーン監督の初のドキュメンタリー作品となった本作は、もともと映画プロデューサーのフェルナンド・シュリシン（Fernando Sulichin）がストーン監督に対し、スペイン国内でのテレビ番組製作を打診したことがきっかけとなった。これに応じたストーン監督は、2002年2月に3日間を費やしてカストロにインタビューし、約30時間以上をフィルムに収録。カストロはインタビューに応じるにあたり、「いつでも撮影をやめることが出来るなら」、と条件をつけたが、実際には撮影を制止せず順調に撮影されたといわれ、作中のクレジットも一切の検閲がなかったことを明記している。
米国政府や、マイアミに数多く居住する米国に亡命したキューバ人から独裁者と批判されがちなカストロは、偶像として崇拝されるのを極端に嫌い、キューバ革命（1959年1月1日）直後に自らの提案で、生存する国家的人物の姿を公の場に飾ることを禁じる法律（1959年3月25日発布、法令174号）を制定している。したがってキューバ国内でカストロの肖像がみられることは革命博物館に展示されている記録以外にはほとんどなく銅像もない。また同様の理由から自身の伝記執筆も許可しない（したがって公式の伝記は存在しない）ため、本作はカストロの表情や考え方を垣間見ることができる数少ない作品であり、作品中ケネディ暗殺事件について自説を開陳してみせたり、チェ・ゲバラとの別離やキューバ危機の経緯について、当事者カストロ自らが述懐する作品ともなっている。
サンダンス映画祭で2003年1月にプレミア上映され、米国で最大手ケーブルテレビのネットワーク放送網HBOが本作を配信する予定となっていたが、2003年3月19日に起きた民間機ハイジャック事件と、これに刺激を受けて起きた反体制派による一連の乗っ取り事件の影響から、反カストロを唱える在米キューバ人が上映反対の圧力をかけたため放映されず、読売新聞は事実上のお蔵入りと伝え（同紙2007年5月18日付）、東京新聞の外報部長も試写会レビューにおいて「今に至るも未公開」（同年5月）と事実上のお蔵入りを示唆している。また、日本の配給元であるアルシネテランは、米国政府にとって「不快」であり「批判的」との理由で米国内では上映禁止になっていると主張している。
一方の製作国スペインでは2003年2月に、その後同年中にスウェーデン、イギリスで公開され、ヨーロッパ主要国でも2005年には一般公開されている。日本では2007年にアルシネテラン配給で、東京のユーロスペースと大阪のシネ・ヌーヴォで公開され、その後、名古屋シネマテークの他、長崎・新潟・那覇・秋田・金沢・札幌・高崎などで順次上映され、日本国内では2007年12月からDVDが販売されている。

## "Looking for Fidel"
本作に引き続き、ストーン監督は再度のインタビューを行ない、2004年に『"America Undercover" Looking for Fidel』と題する別の姉妹作品を公開している。こちらは放映されたが、この作品でカストロは2003年の乗っ取り事件などを起こしたキューバ反体制活動家の取り締まりについて言及している。